# The Power of the Camera
The Power of the Camera è un cortometraggio muto del 1913 diretto da Dell Henderson.

## Produzione
Il film fu prodotto dalla Biograph Company.

## Distribuzione
Distribuito dalla General Film Company, il film - un cortometraggio di 138 metri - uscì nelle sale cinematografiche USA il 17 marzo 1913. Nelle proiezioni, veniva programmato con il sistema dello split reel, accorpato in un'unica bobina con un altro cortometraggio prodotto dalla Biograph, la commedia A Delivery Package.
Non si conoscono copie ancora esistenti della pellicola che viene considerata presumibilmente perduta.